# Pieter Coetze
Pieter Coetze (Pretoria, 13 maggio 2004) è un nuotatore sudafricano.

## Carriera
Specializzato nel dorso, ha vinto quattro medaglie ai mondiali in vasca lunga, di cui un oro nei 100 metri dorso a Singapore 2025.

## Palmarès
- Mondiali

Doha 2024: bronzo nei 200m dorso.
Singapore 2025: oro nei 100m dorso, argento nei 50m dorso e nei 200m dorso.
- Giochi del Commonwealth

Birmingham 2022: oro nei 100m dorso, argento nei 50m dorso e bronzo nei 200m dorso
- Giochi mondiali universitari

Reno-Ruhr 2025: oro nei 50m dorso e nei 100m dorso, argento nei 100m sl
- Mondiali giovanili

Lima 2022: oro nei 200m dorso, argento nei 50m dorso, nei 100m dorso e nella 4x100m misti, bronzo nella 4x100m misti mista.

## Riconoscimenti
- African Swimmer of the Year: 2022